# 力量！
《力量！》（祖鲁语：Amandla!）是南非的一份持托洛茨基主义政治观点的左翼杂志，每两个月发行一期。该杂志于2006年开始发行，创办者是马齐布科·K·贾拉和布赖恩·阿什利，出版单位是替代信息和发展中心。第四国际的支持者活跃在围绕该杂志形成的政治圈子内。